# KF Prishtina
El Klubi Futbollistik Prishtina o FC Prishtina és un club de futbol professional de la ciutat de Pristina, a Kosovo.
El club va ser fundat el 1922 amb el nom Kosova. Més tard canvià a Proleter, Jedinstvo, Kosova i finalment FC Prishtina.
En els seus inicis participà en les categories inferiors iugoslaves. El 1942 competí a la lliga albanesa. Acabada la Guerra Mundial retornà a les competicions iugoslaves. Entre 1983 i 1988 jugà a la primera divisió iugoslava i arribà a disputar la Copa Mitropa.
Des de 1999 a 2011 guanyà sis cops la lliga kosovar.

## Palmarès
- Superlliga de Kosovo:
  - 1991-92, 1995-96, 1996-97, 1999-00, 2000-01, 2007-08, 2008-09, 2011-12, 2012-13
- Kupa e Kosovës: 
  - 1993-94, 2005-06, 2012-13, 2015-16, 2017-18, 2019/2020, 2022/23
- Supercopa kosovar de futbol: 
  - 1994-95, 1995-96, 2000-01, 2003-04, 2005-06, 2007-08, 2008-09, 2012-13, 2015-16
- Lliga de la Província de Kosovo:
  - 1947-48, 1953-54, 1958-59, 1960-61, 1976-77, 1978-79

## Futbolistes destacats
Futbolistes internacionals:
1. Ardian Kozniku
2. Armend Dallku
3. Besnik Hasi
4. Debatik Curri
5. Dragoslav Jevrić
6. Fadil Vokrri
7. Goran Đorović
8. Ismet Hadžić
9. Jovan Tanasijević
10. Kujtim Shala
11. Kushtrim Mushica
12. Mehmet Dragusha
13. Mentor Zhdrella
14. Vladan Radača
15. Vladislav Đukić
16. Zoran Batrović